# Hai Society
Hai Society was een Nederlands televisieprogramma dat uitgezonden werd door RTL 4. De presentatie van het programma was in handen van Jaïr Ferwerda.
In het programma bezoekt Ferwerda iedere aflevering een andere buitenlandse locatie waar veel welgestelde BN'ers wonen. Hij doet er verslag van hoe zij daar wonen, werken en hun vrije tijd besteden. Het programma werd opgenomen in de zomer van 2020.
Het programma was op zondagavond om 21.25 u. te zien op RTL 4.

## Naam
De naam van het programma kan op twee manieren opgevat worden. Ten eerste kan "Hai Society" een alternatieve schrijfwijze zijn van het Engelse "high society", wat "hogere kringen" betekent. Aan de andere kant kan "Hai" "hallo" betekenen, terwijl "Society" een Nederlands synoniem is voor "hogere kringen". Dan betekent het "hallo, hogere kringen".

## Afleveringen
| Afl. | Datum            | Locatie                  | Deelnemers                                                   | Kijkcijfers lineair | Rang | Kijkcijfers incl. uitgesteld kijken |
| ---- | ---------------- | ------------------------ | ------------------------------------------------------------ | ------------------- | ---- | ----------------------------------- |
| 1    | 1 augustus 2021  | Portugal — Vale do Lobo  | Louis en Truus van Gaal, Willem van Kooten & Erik de Vlieger | 795.000             | 9    | 928.000                             |
| 2    | 8 augustus 2021  | Frankrijk — Saint-Tropez | Jan des Bouvrie                                              | 570.000             | 13   | 688.000                             |
| 3    | 15 augustus 2021 | Curaçao                  | Barry Hay & Aad Ouburg                                       | 539.000             | 10   | 565.000                             |
| 4    | 22 augustus 2021 | Monaco                   | Jan Holleman                                                 | 759.000             | 5    | 835.000                             |